# Caio Sálvio Liberal
Caio Sálvio Liberal Nônio Basso (em latim: Gaius Salvius Liberalis Nonius Bassus) foi um senador e general romano nomeado cônsul sufecto para o nundínio de novembro a dezembro de 85 com um colega de nome indeterminado ([? Cornélio] Orestes).

## Carreira
Liberal nasceu em Urbs Salvia, em Piceno. Segundo Ronald Syme, é possível que ele seja primo de primeiro grau do cônsul Lúcio Flávio Silva Nônio Basso, mas Olli Salomies apresenta evidências que contradizem esta tese, especialmente uma inscrição que indica que sua mãe seria uma Ânia. Uma outra, encontrada em Urbs Salvia, indica que o prenome de seu pai era Caio e, mais importante, fornece detalhes de sua carreira política.
O primeiro cargo listado é o de magistrado-chefe de sua cidade por quatro anos censitários, que, segundo Anthony Birley, indica um período de 15 anos entre o primeiro e o último mandato. Depois, Liberal foi admitido no Senado Romano (adlectio) como ex-pretor, apesar de uma outra linha da mesma inscrição indicar que ele teria sido admitido como ex-tribuno da plebe; a partir disto e através de uma analogia com a carreira de Caio Caristânio Frontão, Birley deduz que Liberal "provavelmente também ocupou postos militares equestres e estava do lado certo em 69", o ano da guerra civil que levou Vespasiano ao trono.
Depois, Liberal foi cooptado pelos irmãos arvais em 1 de março de 78 no lugar do falecido Caio Salônio Matídio Patruíno, mas se ausentou das cerimônias do grupo e só retornou em 30 de outubro de 81. Syme data seu mandato como juridicus augustorum na Britânia neste período (78-81)ref>Ronald Syme, Some Arval Brethren, p. 25</ref> enquanto que H. Peterson defende que ele comandou a Legio V Macedonica entre maio de 78 e 24 de junho de 79 (ou pouco depois), atuando como juridicus apenas no período remanescente. Birley ainda propôs uma terceira cronologia, datando seu comando na V Macedonica em um período anterior à sua cooptação pelos irmãos arvais, que "se este sacerdócio seria, de alguma forma, uma recompensa por seu meritoso serviço como legado legionário, seria compreensível que ele fosse mencionado depois dele [do serviço militar]". Por esta tese, Liberal teria comandado a V Macedonica entre 74 e 78 e servido como juridicus entre 78 e 81.
Depois, Liberal foi procônsul da Macedônia. Syme argumenta, com base em nova ausência nos registros dos irmãos arvais, que seu mandato teria ocorrido entre 84 e 85. Por outro lado, P.M.M. Leunissen sugere uma data ligeiramente anterior, 82 a 83, o mesmo período sugerido por Birley.
Apesar da incerteza com relação às datas anteriores, a data de seu consulado sufecto é consensual: Werner Eck e Andreas Pangerl publicaram um diploma militar que atesta que ele foi cônsul sufecto no último nundínio de 85, imediatamente depois de deixar a Macedônia. Syme argumenta que nos eventos posteriores ao julgamento de Caio Cecílio Clássico, Liberal foi exilado. Birley nota que ele era "um advogado espetacular, fluente e incisivo, na acusação ou na defesa" e acrescenta que "sua extroversão conquistou a aprovação de Vespasiano, mas sob Domiciano ele esteve em perigo, talvez no exílio".
Em alguma data posterior, provavelmente depois do assassinato de Domiciano (96), Liberal retornou a Roma e voltou a advogar. Em 100, ele defendeu um procônsul da África processado por Cneu Júlio Agrícola. Ele é citado como presente na reunião dos irmãos arvais em 101, mas já não aparece de 105 em diante, portanto é provável que tenha morrido nesse ínterim.

## Família
Uma lápide encontrada perto de Roma dedicada a sua esposa, Vitélia, filha de Rufila, por seu filho, Caio Sálvio Vitelânio, fornece alguns detalhes de sua família. Sabe-se que Sálvio Vitelânio foi tribuno militar da V Macedonica e foi legado do procônsul da Macedônia. Pela coincidência, Birley sugere que ele tenha servido sob o comando de seu pai.

## Ficção
Caio Sálvio Liberal aparece nos livros II a V do "Cambridge Latin Course" como um homem ardiloso e malévolo. Ele condena muitos escravos à morte, é odiado pela maior parte das pessoas e o principal antagonista da obra, ajudando o imperador a coordenar a queda de muitos romanos proeminentes. Ele se envolve numa conspiração contra Tibério Cláudio Cogidubno e desvenda o caso amoroso entre Paris e a esposa de Domiciano, Domícia. Finalmente ele acaba julgado por seus crimes e exilado por cinco anos.